# مگان لینسی
مگان لینزی (متولد 10 دسامبر 1985) یک خواننده و ترانه سرای آمریکایی است. لینزی که بومی پونچاتولا، لوئیزیانا است، حرفه موسیقی خود را با تشکیل استیل مگنولیا با دوست پسر سه ساله‌اش، جاشوا اسکات جونز، آغاز کرد. این دو قرارداد ضبط با بیگ مشین رکوردز امضا کردند و اولین تک آهنگ خود را به نام به عشق تو ادامه بده را در آگوست 2009 منتشر کردند، که در جدول آهنگ های بیلبورد هات کانتری بیلبورد در بین 10 آهنگ برتر قرار گرفت. در مارس 2014، لینزی و جونز از هم جدا شدند و تصمیم گرفتند حرفه‌ای انفرادی را دنبال کنند.
در سال 2017، اولین آلبوم استودیویی پاپ مگان لینزی به نام Bold Like a Lion منتشر شد که شامل 13 آهنگ بود.